# تاکانابه، میازاکی
تاکانابه، میازاکی (به لاتین: Takanabe, Miyazaki) یک منطقهٔ مسکونی در ژاپن است که در استان میازاکی واقع شده‌است. تاکانابه ۲۲٬۶۱۳ نفر جمعیت دارد.